# Кореньок
Кореньо́к — село в Україні, у Есманьській селищній громаді Шосткинського району Сумської області. Населення становить 316 осіб. До 2020 орган місцевого самоврядування — Суходільська сільська рада.

## Географія
Село Кореньок розташоване на лівому березі річки Локня, у місці де в неї впадає Глібівка, вище за течією на відстані 2.5 км розташоване село Мала Слобідка, нижче за течією на відстані 3.5 км розташоване село Уланове, на протилежному березі — село Червоний Пахар.
Уздовж русла річки декілька торф'яних боліт.

## Історія
12 червня 2020 року, відповідно до розпорядження Кабінету Міністрів України № 723-р «Про визначення адміністративних центрів та затвердження територій територіальних громад Сумської області», село увійшло до складу Есманьської селищної громади.
19 липня 2020 року, в результаті адміністративно-територіальної реформи та ліквідації Глухівського району, село увійшло до складу новоутвореного Шосткинського району.

#### Російське вторгнення в Україну (з 2022)
30 червня 2024 року оперативне командування «Північ» повідомило про чергові обстріли села. Зафіксовано 3 обстріли: 8 вибухів, ймовірно ФПВ-дрон. 

## Населення

### Мова
Розподіл населення за рідною мовою за даними перепису 2001 року:
| Мова       | Кількість | Відсоток |
| ---------- | --------- | -------- |
| російська  | 302       | 95.57%   |
| українська | 14        | 4.43%    |
| Усього     | 625       | 100%     |